# Veraguth’sche Falte

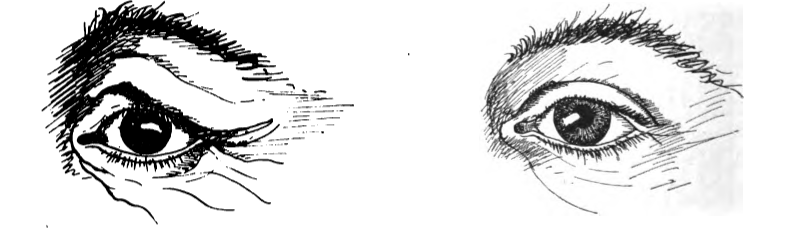
Veragut-Falte links (normales Oberlid rechts)

Die Veraguth'sche Falte (Veraguth-Falte, englisch Veraguth's fold) ist ein Begriff (Eponym) aus der vorwissenschaftlichen Psychiatrie. Er beschreibt ein herabhängendes Oberlid und wird mit Depression in Verbindung gebracht. Benannt ist der Begriff nach dem Schweizer Neurologen Otto Veraguth (1870–1944).

## Beschreibung
Es handelt sich um eine funktionelle Veränderung im mittleren Drittel des Oberlides. Es entsteht eine kleine Lidfalte. „Ein besonders bemerkbares mimisches Zeichen der Depression überhaupt entsteht dadurch, daß die Hautfalte des Oberlids an der Grenze ihres inneren Drittels nach oben und ein wenig nach hinten verzogen wird, so daß der Bogen daselbst in einen Winkel verwandelt wird“ (Veraguth: zitiert nach Bleuler).
Die Beschreibung erfolgte nach elektrophysiologischen Experimenten im Bereich der Haut in verschiedenen emotionalen Situationen.

## Geschichte
Der Begriff findet sich trotz seines Alters auch in modernen Lexika und Lehrbüchern.

## Ursache
Die Falte ist nach Veraguth typisch für endogene (psychologisch nicht verständliche) Depression.